# تسورومی شونسوکه
تسورومی شونسوکه (به ژاپنی: 鶴見 俊輔, Tsurumi Shunsuke)؛ ۲۵ ژوئن ۱۹۲۲ – ۲۰ ژوئیهٔ ۲۰۱۵ فیلسوف، تاریخ‌نگار، و منتقد ادبی اهل ژاپن بود.